# Strepsichlora dissimilis
Strepsichlora dissimilis är en fjärilsart som beskrevs av W. Warren 1912. Strepsichlora dissimilis ingår i släktet Strepsichlora och familjen mätare. Inga underarter finns listade i Catalogue of Life.